# 古澤和紀
古澤 和紀（ふるさわ かずき、1988年11月24日 - ）は、日本のボイストレーナー、役者、フリータレント、V系歌手、YouTuber、元AV女優。長野県出身、A型、159cm。LGBT。
現在はボイストレーナー、役者、YouTube、フリータレント活動を中心としている。

## 略歴
1988年、長野県出身。幼少期から芸能の道を志していたが、自身の性別の違和感やセクシャリティーの悩みから、人前に出る事柄を一度は諦め、絵を描くことが得意だったことから高校までは漫画家を目指していた。2010年5月に戸籍上の名前を変更（改名）し現在の名前となる。
ホルモン投与開始後に男性として社会生活が出来るようになったことから2010年11月から芸能活動を開始。2017年10月 - ボイストレーニングスタジオKAZUの代表兼講師としての活動を開始。YouTube活動も同月から開始。YouTuberチャンネル名は「kazufullちゃんねる・かずき」。2017年のAV女優活動時の芸名は「颯」「はやと」。2015年からの歌手活動時の芸名は「KAzuKI」（ZU部分が小文字表記）。

## 出演

### 楽曲作品
(GS-PRO時代)
2015年4月
- ハナヒラク時(PV映像あり)
- NEVER END
- STARS(PV映像あり)

※上記3曲はGS-RECORD発売KAzuKIオリジナルCD「ハナヒラク時」収録曲
STARSは舞台「Aida」タイアップ曲

(YouTube活動)
2018年4月
- you(音源発表)

2019年11月
- 三十路の餞(PV映像あり)

2020年5月
- これからもずっと君と(音源発表)

短編ドラマ作品(YouTube)
2022年4月
- この世界の向こうに(１人演技、監督演出、編集作品)

### AV作品
2017年9月
- 「ビジュアル系バンド イケメン女子 AVデビュー」
- 「男?女?性別ジブン」

### その他
2022年9月
- YouTube「街録ch」出演

2023年1月
・YouTube「占いのチカラ」出演